# Bisbat de Villa de la Concepción del Río Cuarto
El bisbat de Villa de la Concepción del Río Cuarto (castellà:  Diócesis de Villa de la Concepción del Río Cuarto; llatí: Dioecesis Rivi Quarti Immaculatae Conceptionis) és una seu de l'Església catòlica a l'Argentina, sufragània de l'arquebisbat de Córdoba. Al 2014 tenia 447.000 batejats d'un total de 470.000 habitants. Actualment està regida pel bisbe Adolfo Armando Uriona, F.D.P.

## Territori
La diòcesi comprèn els departaments de General Roca, Juárez Celman, Presidente Roque Sáenz Peña i Río Cuarto a la província de Córdoba, i la part dels departaments de Marcos Juárez i de Unión que s'estenen al sud de la línia ferroviària entre Corral de Bustos i Pascanas, a l'Argentina.
La seu episcopal és la ciutat de Río Cuarto, on es troba la catedral de la Immaculada Concepció.
El territori s'estén sobre 58.519km² i està dividit en 52 parròquies, agrupades en 8 deganats: Inmaculada Concepción, La Merced, San Cayetano, Canals, General Cabrera, Laboulaye, La Carlota i Sampacho.

## Història
La diòcesi de Río Cuarto fou erigida el 20 d'abril de 1934 mitjançant la butlla Nobilis Argentinae nationis del papa Pius XI, prenent el territorio de l'arxidiòcesi de Córdoba.
El 20 d'abril de 1995 assumí el nom actual.

## Cronologia episcopal
- Leopoldo Buteler † (13 de setembre de 1934 - 22 de juliol de 1961 mort)
- Moisés Julio Blanchoud † (6 de setembre de 1962 - 7 de gener de 1984 nomenat arquebisbe de Salta)
- Adolfo Roque Esteban Arana † (6 d'agost de 1984 - 22 d'abril de 1992 jubilat)
- Ramón Artemio Staffolani † (22 d'abril de 1992 - 21 de febrer de 2006 jubilat)
- Eduardo Eliseo Martín (21 de febrer de 2006 - 4 de juliol de 2014 nomenat arquebisbe de Rosario)
- Adolfo Armando Uriona, F.D.P., des del 4 de novembre de 2014

## Estadístiques
A finals del 2014, la diòcesi tenia 447.000 batejats sobre una població de 470.000 persones, equivalent al 95,1% del total.
| any  | població | població | població | sacerdots | sacerdots       | sacerdots       | sacerdots             | diàques | religiosos | religiosos | parroquies |
| ---- | -------- | -------- | -------- | --------- | --------------- | --------------- | --------------------- | ------- | ---------- | ---------- | ---------- |
| any  | batejats | total    | %        | total     | clergat secular | clergat regular | batejats por sacerdot | diàques | homes      | dones      |            |
| 1950 | 295.000  | 300.000  | 98,3     | 67        | 31              | 36              | 4.402                 |         | 81         | 137        | 25         |
| 1965 | 325.000  | 360.000  | 90,3     | 87        | 47              | 40              | 3.735                 |         | 53         | 200        | 42         |
| 1970 | 310.000  | 350.000  | 88,6     | 82        | 48              | 34              | 3.780                 |         | 41         | 151        | 43         |
| 1976 | 323.000  | 380.000  | 85,0     | 75        | 45              | 30              | 4.306                 |         | 40         | 80         | 44         |
| 1980 | 444.000  | 462.000  | 96,1     | 70        | 46              | 24              | 6.342                 |         | 27         | 104        | 46         |
| 1990 | 519.000  | 546.000  | 95,1     | 74        | 56              | 18              | 7.013                 | 5       | 20         | 64         | 46         |
| 1999 | 394.700  | 415.000  | 95,1     | 91        | 80              | 11              | 4.337                 | 17      | 24         | 78         | 47         |
| 2000 | 394.700  | 415.000  | 95,1     | 91        | 77              | 14              | 4.337                 | 17      | 23         | 77         | 47         |
| 2001 | 399.000  | 416.000  | 95,9     | 95        | 80              | 15              | 4.200                 | 18      | 19         | 70         | 48         |
| 2002 | 403.000  | 420.000  | 96,0     | 93        | 80              | 13              | 4.333                 | 17      | 17         | 75         | 48         |
| 2003 | 417.050  | 439.008  | 95,0     | 95        | 83              | 12              | 4.390                 | 17      | 16         | 73         | 48         |
| 2004 | 391.400  | 412.000  | 95,0     | 91        | 81              | 10              | 4.301                 | 17      | 12         | 63         | 48         |
| 2010 | 427.000  | 453.000  | 94,3     | 94        | 84              | 10              | 4.542                 | 10      | 25         | 69         | 52         |
| 2014 | 447.000  | 470.000  | 95,1     | 100       | 87              | 13              | 4.470                 | 12      | 20         | 51         | 52         |